# Оттон I (герцог Лотарингії)
Оттон I (нім. Otto von Verdun, фр. Otton de Verdun; д/н — 944) — герцог Лотарингії в 942—944 роках.

## Життєпис
Син Ріхвіна (Ріквіна), графа Вердена. Після загибелі батька 923 року успадкував його володіння. Був вірним прихильником Саксонської династії, з якою, ймовірно, був пов'язаний родинними зв'язками.
У 940 році призначений опікуном над Генріхом, малолітнім сином Гізельберта, герцога Лотаринзького, якому було передано це герцогство. У 942 році після смерті Генріха призначається герцогом Лотарингії. Але вже 944 року Оттон I сам помер. Графство Верден перейшло до Рауля, графа Івойського.